# Machado de guerra
O machado de guerra é uma arma antiga de curta distância projetado especificamente para o combate. Eram versões especializadas de machados de utilidade. Muitos eram adequados para uso em uma mão, enquanto outros eram maiores e utilizados com as duas mãos.

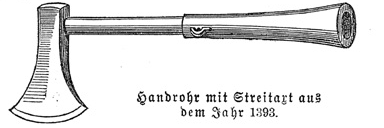
Machado de guerra.

## Técnica de Combate
O machado possui técnicas diferenciadas da luta com  espadas. Primeiro era necessária uma boa força, pois o uso do machado requer uma energia considerável. Após começar a movimentá-lo, ele era geralmente mantido em movimento, pois a energia necessária para pará-lo bruscamente era grande. Em compensação, quando em movimento, o machado criava uma zona de perigo em torno do usuário. Se atingisse um escudo leve, como por exemplo os escudos usados pelos viquingues, poderia o quebrar, mais um motivo para sua força, e caso atingisse um braço ou perna sem armadura, o arrancaria.

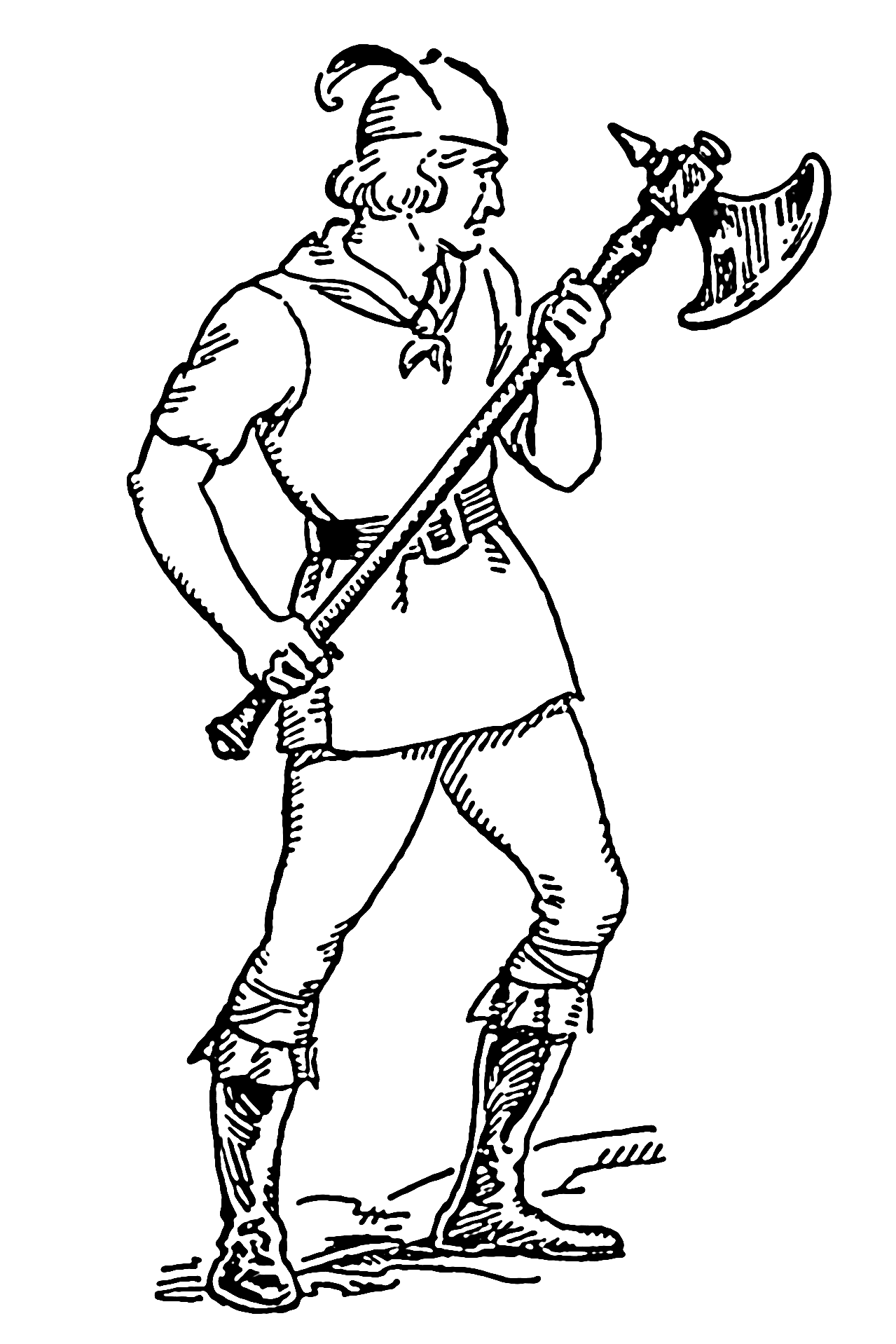
Desenho de um homem segurando um machado de guerra.

Em formação, ataques de cima para baixo eram mais comuns por usarem menos espaço, e em combate aproximado, ele poderia ser segurado pela extensão da haste para ataques mais rápidos e curtos (mas não tão potentes). Na maioria das vezes, soldados que usavam essa arma eram bem equipados, como por exemplo os Huscarl, soldados profissionais da Escandinávia, regularmente equipados com cotas de malha para proteção, e espadas caso fossem desarmados.

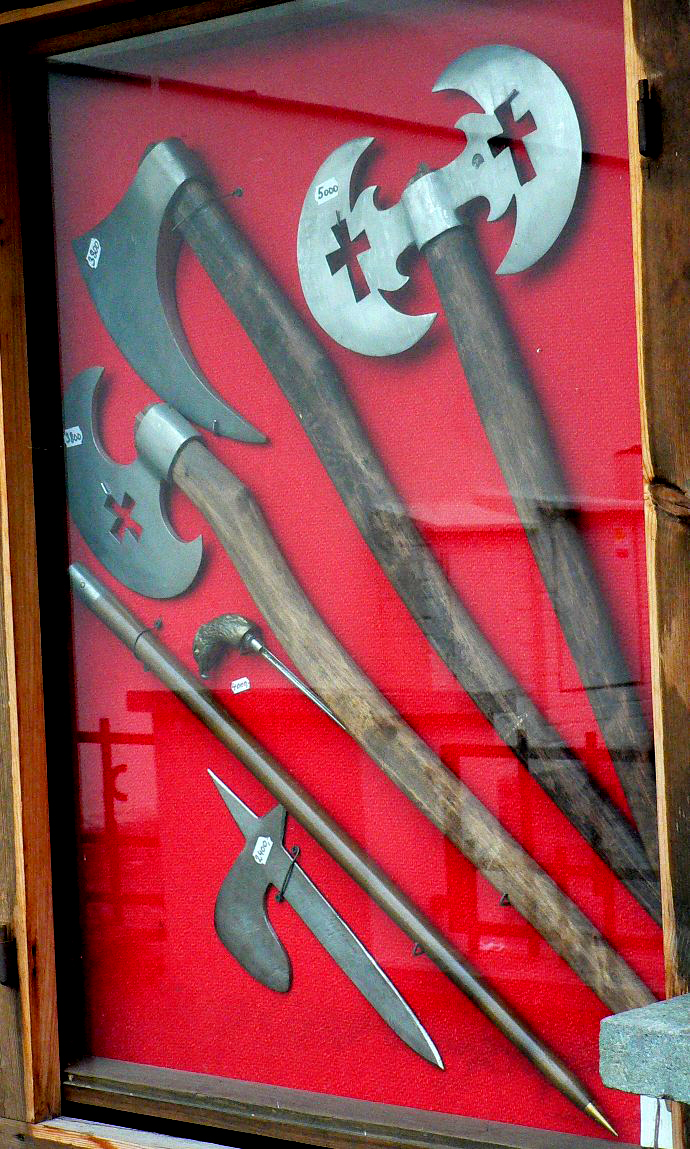
Machados de Guerra.

Machados de uma mão eram os mais usados, para assim se poder usar um escudo na outra mão, e também o machado não tão longo como de costume e de uma mão era bem mais leve (ao contrário do que se imagina, o machado de guerra era uma arma longa, com uma haste que poderia chegar a um metro e meio), o que dava a vantagem de atacar antes que inimigo o atacasse, e se caso o inimigo o atacasse, os que usavam machados de uma mão não tão compridos poderiam desviar com o corpo ou se defender com o próprio machado sem dificuldades mesmo sem um escudo na mão. Machado e escudo eram uma combinação que sacrificava ataque por defesa. O escudo oferece uma boa proteção, e era excelente para a maioria dos soldados de infantaria que não tinham condições de comprar uma boa armadura, e também para camponeses que fossem chamados para guerra, uma vez que um machado e um escudo eram baratos e fáceis de conseguir.

## Uso na História
Muitas tribos nórdicas e bárbaros do início da Idade Média, como os francos, usavam o arremesso do machado como arma de ataque. Alguns chegavam a dividir a terra conquistada baseado na força de arremesso, ou seja, o homem que lançava o machado mais longe, ficava com mais terras.
Com o tempo, o machado foi substituído por armas de haste como as alabardas que não só tinham a parte cortante como o machado, como também ponta de lança, martelos, espigões e ganchos.

## Tipos de Machados de Guerra
- Franquisque